# Caroline Roe
Pour les articles homonymes, voir Roe.
Œuvres principales
- Chroniques d'Isaac de Gérone

Caroline Roe, également connue sous le nom de Medora Sale, née en 1943 à Windsor, en Ontario, est une femme de lettres canadienne, auteure de plusieurs romans policiers et romans policiers historiques.

## Dénominations
Son nom complet, à la naissance, est Caroline Medora Sale, mais elle a toujours été appelée, dans la vie courante, par son second prénom, Medora. Elle est désormais, aux yeux des autorités canadiennes, Caroline Medora Sale Roe, du fait de son mariage avec Harry Roe, professeur émérite au Centre des études religieuses (Centre for Religious Studies de l'université de Toronto et coauteur en 1999 d'une traduction en anglais des Accallam na Senórach (Tales of the Elders of Ireland).
Lorsqu'il s'est agi de signer les romans de la première série policière contemporaine John Sanders/Harriet Jeffries, elle choisit de faire usage de son nom courant d'épouse : Medora Sale.
Plus tard, lors de la création de la deuxième série policière médiévale, et après qu'on lui a conseillé de choisir un autre nom de plume pour signer une série très différente de la précédente, elle préfère employer son premier prénom, Caroline, et le nom de son mari, Roe, pour forger le nom de plume Caroline Roe.
Son éditeur français affirme par erreur, dans sa courte présentation de l'auteur en tête des premiers romans de la série des Chroniques d'Isaac de Gérone, que « Medora Sale » est le pseudonyme de « Caroline Roe », ce qui est démenti par Norbert Spehner, dans un article publié par le n° 13, hiver 2005, de la revue québécoise Alibis, spécialisée dans la littérature policière, et ce qui a été rectifié dans la présentation du 7e volet de la série.

## Éléments biographiques
Medoa Sale/Caroline Roe est titulaire d'un diplôme de langues modernes, obtenu à l'université de Toronto, mais également d'un doctorat en études médiévales, obtenu au Centre des études médiévales (Centre for Medieval Studies) de la même université.
Sa première série de romans policiers a pour cadre le Canada contemporain, mettant en scène l'inspecteur John Sanders auquel se joint, à partir du second volume de la série, la journaliste Harriet Jeffries. Il semble que le sixième volume de la série, qui a reçu, à tort ou à raison, un accueil mitigé, ait participé à la décision apparente de Medora Sale de mettre un terme aux aventures de ses deux héros, afin d'explorer une nouvelle voie littéraire.
Quatre ans après la publication de Short Cut to Santa Fe, et sous un nouveau nom de plume, paraissait Le Glaive de l'archange, qui rencontrait rapidement un grand succès tant auprès de la critique que du public. Pour créer ses nouveaux héros, Caroline Roe s'est visiblement documentée aussi bien au Canada qu'en Catalogne.
Elle s'est inspirée de personnages réels du Moyen Âge pour créer sa série des Chroniques d'Isaac de Gérone, un médecin juif aveugle devenu détective par nécessité :
- de façon certaine, de Berenguer de Cruïlles, évêque de Gérone et premier président de la généralité de Catalogne en 1359-1362, connu pour sa proximité avec la communauté juive de la ville,
- de manière plus éloignée, d'Isaac l'Aveugle (1160-1235), célèbre kabbaliste et philosophe mystique ayant vécu à Posquières (actuelle commune de Vauvert dans l'actuel département du Gard), connu pour ses nombreux disciples, parmi lesquels Azriel, qui répandit ses enseignements dans la communauté juive de Gérone. L'imagination n'interdit d'ailleurs pas la possibilité d'un descendant du « vrai » Isaac l'Aveugle, devenu lui-même aveugle et résidant à Gérone, après avoir que lui-même, son père ou son grand-père ait suivi l'un des disciples de son ancêtre.

Dans ses enquêtes, Isaac de Gérone est aidé « par Yusuf, un jeune Maure débrouillard qu'il a recueilli. Bien que vivant dans le ghetto juif de Gérone, Isaac est praticien attitré de l'éveque de la ville, le débonnaire et irascible Berenguer, dont il devient rapidement le confident et l'ami ».
Lorsqu'elle ne réside pas à Toronto, Caroline Roe séjourne frequemment en Espagne en compagnie de son mari, Harry Roe, pour rassembler de la documentation en vue d'une ou plusieurs de ses œuvres.
Elle est nommée ou lauréate de plusieurs prix de littérature policière, notamment pour Antidote pour l'avarice, qui lui vaut de remporter, en 2000, le Barry Award for Best Paperback Original.
Sous le nom de Medora Sale, elle préside, en 1989-1990, l'association professionnelle Crime Writers of Canada, et a également participé au bureau de l'association Sisters in Crime.

## Œuvres

### Romans signés Medora Sale

#### SérieJohn Sanders/Harriet Jeffries(inédite en français)
1. (en) Medora Sale, Murder on the Run, Toronto, PaperJacks, avril 1986, 240 p. (ISBN 978-0-7701-0416-0)
2. (en) Medora Sale, Murder in Focus, New York, Scribner's, juin 1989, 273 p. (ISBN 978-0-684-19082-2, LCCN 89005851)
3. (en) Medora Sale, Murder in a Good Cause, New York, Scribner's, septembre 1990, 247 p. (ISBN 978-0-684-19216-1, LCCN 90031107)
4. (en) Medora Sale, Sleep of the Innocent, New York, Scribner's, juin 1991, 273 p. (ISBN 978-0-684-19305-2, LCCN 91000255)
5. (en) Medora Sale, Pursued by Shadows, New York, Scribner's, 21 septembre 1992, 249 p. (ISBN 978-0-684-19505-6, LCCN 92012534)
6. (en) Medora Sale, Short Cut to Santa Fe, New York, Scribner's, 2 mai 1994, 305 p. (ISBN 978-0-684-19680-0, LCCN 93047422)

Medora Sale a également publié, en avril 2010, un court roman policier pour la jeunesse, intitulé The Spider Bites, qui met en scène un policier, Rick Montoya, accusé de corruption et menant l'enquête pour chercher à se disculper :
- (en) Medora Sale, The Spider Bites, Custer (Washington), Orca Books, avril 2010, 136 p. (ISBN 978-1-55469-282-8, LCCN 2009942218, lire en ligne)

### Romans signés Caroline Roe

#### Série desChroniques d'Isaac de Gérone
1. (en) Caroline Roe, Remedy for Treason, New York, Berkley, coll. « Prime Crime », mai 1998, 259 p. (ISBN 978-0-425-16295-8, LCCN 99609462)
(fr) Caroline Roe (trad. Jacques Guiod), Le Glaive de l'archange, Paris, 10/18, coll. « Grands détectives » (no 3330), 7 juin 2001, 317 p. (ISBN 978-2-264-03110-5, BNF 37639567)
2. (en) Caroline Roe, Cure for a Charlatan, New York, Berkley, coll. « Prime Crime », février 1999, 262 p. (ISBN 978-0-425-16734-2, LCCN 99610590)
(fr) Caroline Roe (trad. Jacques Guiod), Remède pour un charlatan, Paris, 10/18, coll. « Grands détectives » (no 3331), 7 juin 2001, 302 p. (ISBN 978-2-264-03109-9, BNF 37639575)
3. (en) Caroline Roe, An Antidote for Avarice, New York, Berkley, coll. « Prime Crime », décembre 1999, 274 p. (ISBN 978-0-425-17260-5, LCCN 2001553760)
(fr) Caroline Roe (trad. Jacques Guiod), Antidote à l'avarice, Paris, 10/18, coll. « Grands détectives » (no 3351), 22 novembre 2001, 320 p. (ISBN 978-2-264-03272-0, BNF 37706757)
4. (en) Caroline Roe, Solace for a Sinner, New York, Berkley, coll. « Prime Crime », décembre 2000, 277 p. (ISBN 978-0-425-17776-1, LCCN 2002569546)
(fr) Caroline Roe (trad. Jacques Guiod), Consolation pour un pécheur, Paris, 10/18, coll. « Grands détectives » (no 3381), 21 février 2002, 308 p. (ISBN 978-2-264-03403-8, BNF 38804203)
5. (en) Caroline Roe, A Potion for a Widow, New York, Berkley, coll. « Prime Crime », décembre 2001, 269 p. (ISBN 978-0-425-18365-6, LCCN 2002554919)
(fr) Caroline Roe (trad. Jacques Guiod), Potion pour une veuve, Paris, 10/18, coll. « Grands détectives » (no 3481), 21 novembre 2002, 349 p. (ISBN 978-2-264-03475-5, BNF 38930086)
6. (en) Caroline Roe, A Draught for a Dead Man, New York, Berkley, coll. « Prime Crime », novembre 2003, 336 p. (ISBN 978-0-425-19308-2, LCCN 2002074635)
(fr) Caroline Roe (trad. Jacques Guiod), Vengeance pour un mort, Paris, 10/18, coll. « Grands détectives » (no 3585), 21 novembre 2003, 347 p. (ISBN 978-2-264-03727-5, BNF 39098936)
7. (en) Caroline Roe, A Poultice for a Healer, New York, Berkley, coll. « Prime Crime », 306 p. (ISBN 978-0-425-19192-7, LCCN 2004272412)
(fr) Caroline Roe (trad. Jacques Guiod), Le Guérisseur et la Mort, Paris, 10/18, coll. « Grands détectives » (no 3843), 1er décembre 2005, 384 p. (ISBN 978-2-264-04003-9, BNF 40080473)
8. (en) Caroline Roe, Consolation for an Exile, New York, Berkley, coll. « Prime Crime », novembre 2004, 303 p. (ISBN 978-0-425-19837-7, LCCN 2004054426)Roman inédit en français.

## Prix et distinctions

### Prix
- Prix Arthur-Ellis 1987 du meilleur premier roman pour Murder on the Run[3]
- Prix Barry 2000 du meilleur livre de poche original pour Antidote for Avarice[4]

### Nominations
- Prix Arthur-Ellis 1993 du meilleur roman pour Pursued by Shadows[3]
- Prix Anthony 1999 du meilleur livre de poche original pour Remedy for Treason[5]
- Prix Arthur-Ellis 1999 du meilleur roman pour Remedy for Treason[3]
- Prix Anthony 1999 2000 du meilleur livre de poche original pour Antidote for Avarice[5]

## Sources
: document utilisé comme source pour la rédaction de cet article.
- Claude Mesplède (dir.), Dictionnaire des littératures policières, vol. 2 : J - Z, Nantes, Joseph K, coll. « Temps noir », 2007, 1086 p. (ISBN 978-2-910686-45-1, OCLC 315873361), p. 664-665.